# BMPT
BMPT テルミナートル（ロシア語: БМПТ（БоеваяМашинаПоддержкиТанков） «Терминатор»）は、ロシアの装甲戦闘車両である。
「BMPT」とは「BoyevayaMashinaPodderzhkiTankov」（英語に翻訳すると"Tank Support Fighting Vehicle"）の頭文字をとったもので、ロシア語で「戦車支援戦闘車」の意味である。「テルミナートル」は「ターミネーター」のロシア語読みである。

## 概要

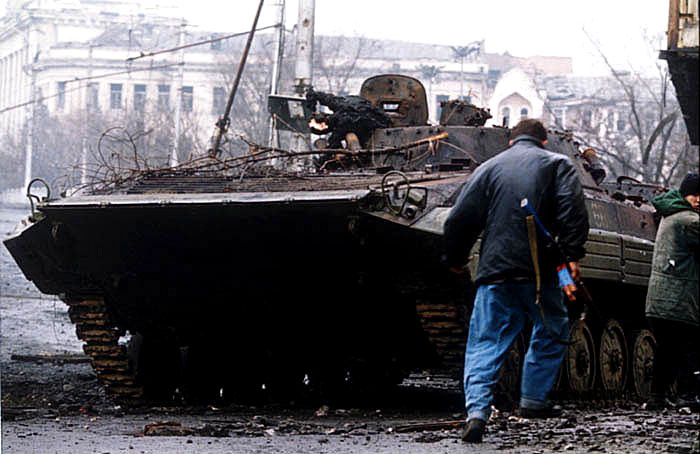
グロズヌイの戦い (1994年 ～ 1995 年)では、 BMP-2 (写真)のような歩兵戦闘車両は市街戦では十分な防御力を備えていないことが明らかになった。

BMPTは、第一次チェチェン紛争の戦訓から、戦車に随伴して敵歩兵による対戦車攻撃から戦車を援護するための車両として開発され、T-72の車体をベースに無人砲塔を搭載し、幾つかの対歩兵装備を追加したものである。
従来、戦車の死角を衝こうとする敵歩兵への対処は戦車随伴歩兵の担当だった（歩戦協同）が、第一次チェチェン紛争さらには遡るアフガニスタン紛争でも、圧倒的なソ連・ロシアの機甲戦力の前に対抗側はゲリラ戦により出血を強いる消耗戦戦略をとり、装甲のない随伴歩兵は格好の標的として多大な犠牲を出し、援護すべき戦車や歩兵戦闘車は欧州正面での平原戦の想定に含まれていなかった急峻な山岳や都市部のビル街で頭上からの対戦車弾による攻撃に対処できなかった。ZSU-23-4のような自走対空砲（高射機関砲）の火力は頭上の脅威に対し有効だったが、防御力が不足で対空用の火器管制システムもこのような目的外使用にマッチしていなかった。こうした戦訓を踏まえた「戦車随伴歩兵の超強化版」あるいは「対ゲリラ用高射戦闘車」としてBMPTは誕生するに到った。
機関砲および機銃による制圧射撃のほか、自動擲弾発射機を用いた近接制圧によって敵歩兵を掃討し、堅固な建造物や掩蔽陣地に立て篭もる敵に対しては誘導ミサイルによる長距離からの正確な攻撃を可能としている。なお、車体内に歩兵を収容する能力はなく、「装甲兵員輸送車」もしくは「歩兵戦闘車」としての運用は不可能である。
当初、ロシアも批准している「ヨーロッパ通常戦力条約」により、BMPTの予定数調達は不可能とされたが、ロシア国防省は「BMPTは戦車でも兵員輸送車でもなく、条約締結の時点で存在しなかった新カテゴリの兵器なので、同条約には規定されず、報告の義務も保有数の制限も無い」として予定通りの数を装備することを公言している。

## 運用
BMPTは、戦車2両に対して本車1両の単位で運用され、主に市街戦において戦車を援護する。5名の乗員には充実した周辺視察装置が与えられており、従来の装甲戦闘車両の弱点である「死角からの歩兵による近接対戦車攻撃」に対応する能力に優れている。夜間暗視能力のある視察装置によって、昼夜の区別なく周辺警戒が可能である。
ロシア陸軍は機甲部隊に主力戦車と混成して装備する主力戦闘車両の一つとして、2010年からの配備を予定していた。しかし、セルジュコフ改革による調達計画の見直しによって配備計画が中止された。一方で国外への輸出も行われ、2011年にカザフスタンが10両、2016年にはアルジェリアが改良型の「テルミナートル2」を300両購入する契約を締結し、2021年8月までに全車両の納入が完了している。
2017年に「テルミナートル2」が内戦状態のシリアに送られ、シリア軍とロシアの軍事顧問団によって初めて実戦投入された。シリアでの運用をきっかけにロシア軍でのBMPTの有用性が評価され、同年急遽採用が決定、翌年に先行量産車が10両引き渡され、中央軍管区の第90親衛戦車師団で部隊運用が開始された。
2022年ロシアのウクライナ侵攻ではウクライナに向け鉄道輸送されている様子やウクライナ国内を走行している様子が撮影されており、ロシア軍の車両が投入されていると見られている。2023年1月にはロシア国防省がウクライナ軍と交戦しているとされる映像が公開された。 戦闘へ参加した車両の中にはすでに撃破されたものも存在する。いくつかの車両の運命を上げると、ウクライナ軍の自爆ドローンによりエンジンを破壊され動けなくなったところへ追い打ちを掛けるように複数の自爆ドローンが連続して爆撃を行い大破したため乗員に放棄された車両、戦闘中に砲撃や触雷で自走不能になり戦車回収車で牽引していたところをウクライナ軍の偵察部隊に発見され自爆ドローンスウォーム攻撃で修復不能なほど破壊されてしまった車両等である。

## 構造
T-90の車体に完全新設計の無人砲塔を組み合わせており、砲塔は兵装と視察/照準装置のみが車体上に配置されており、砲塔内に搭乗する乗員2名はターレットリング下の車体内部分に搭乗している。乗員は砲塔内右側に車長、左側に砲手、車体前部中央に操縦士が位置し、他に車体前部左右、操縦士の両脇に各1名の観測手兼射手が搭乗しており、周囲の視察と車体に装備された兵装の操作を行う。いずれの乗員に対しても周辺視察能力を高めるために多数の外部視察装置が備えられており、各乗員席には最低1基の夜間暗視装置能力を持つ視察装備が備えられている。
主力戦車以外の装甲戦闘車両としては異例の高度な火器管制装置を備えており、高い行進間射撃能力を持つ。兵器ショーや公開演習でのデモンストレーション走行では、砲塔を一定の方向に向けたまま360度の超信地旋回を行うという高度な機動を実証している。

### 武装

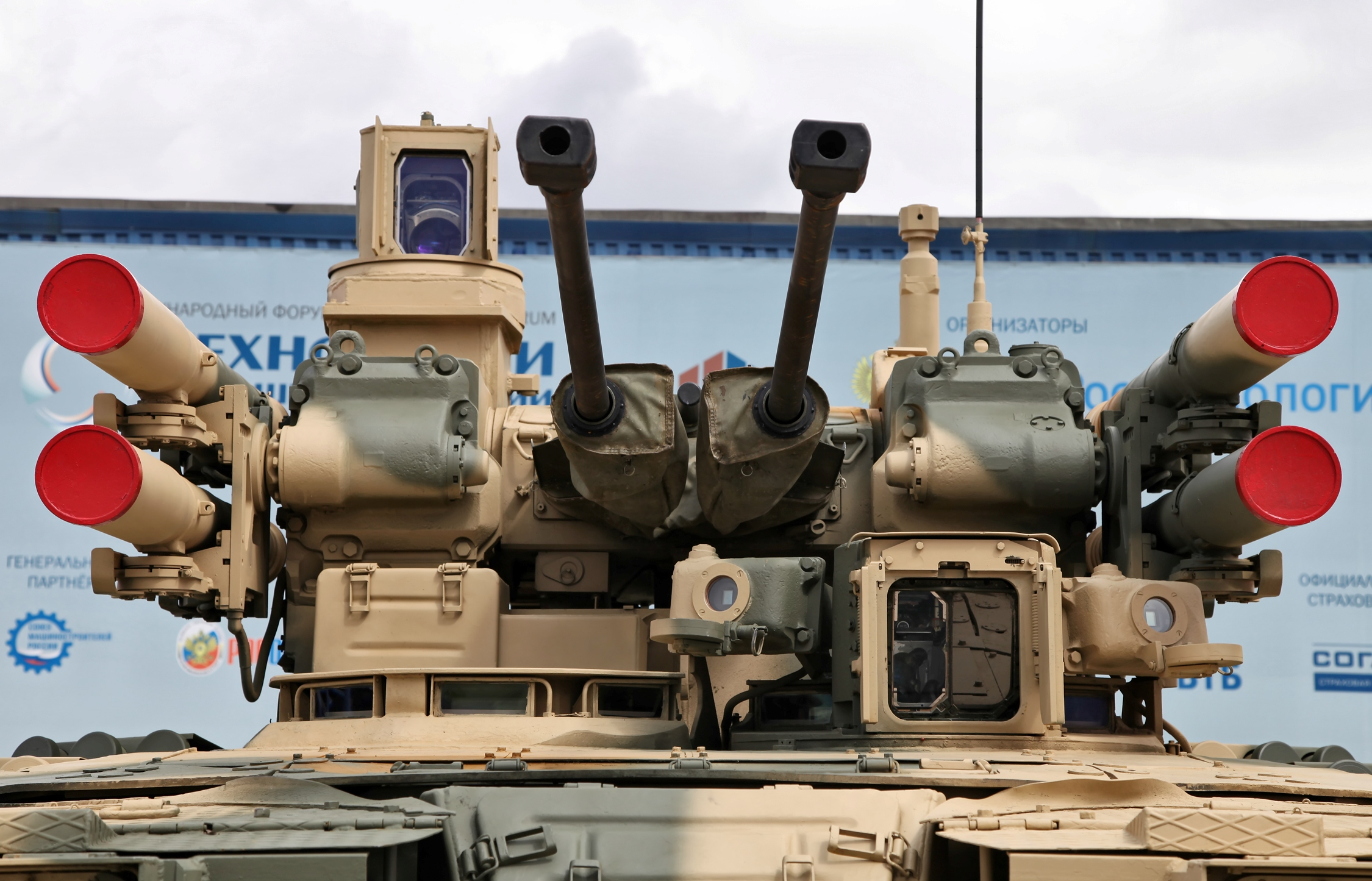
砲塔正面より

砲塔中央部にはオーバーヘッド式に2A42 30mm機関砲を連装式に装備し、機関砲収納部には1基のPKT 7.62mm機関銃が副武装（同軸機関銃）として装備される。砲塔側面左右にそれぞれ1基の9M120 アターカ（ロシア語：Атака、攻撃の意）対戦車ミサイルの連装発射機が装備されており、いずれの兵装も大きな俯仰角を取ることができる。9M120アターカ対戦車ミサイルは、HEAT弾頭型（9M120-1）の他にサーモバリック弾頭型（9M-133F-1）も使用可能で、本車の場合は対戦車戦闘用としてよりは対人戦闘を主体とした運用を念頭において装備されている。
車体中央部の左右に配置された装甲箱内にはAGS-30もしくはAGS-17　30mm自動擲弾発射機が装備されており、これは、限定的ながら上下左右に可働させることができるようにマウントされている。それぞれ専任の射手が配置され、300発ずつの弾薬を装填できるが、予備弾薬は携行されない。砲塔後部右側には360度全周旋回可能な複合視察・照準装置（複合サイト）が装備されており、周囲を捜索すると共に兵装の照準とミサイルの誘導を行える。砲塔の前部左側にも前方固定式に同様の複合サイトが備えられている。
このほかに砲塔基部左右には煙幕弾発射装置があり、前方から2基、3基、1基の発射筒が配置されている。

### 車体

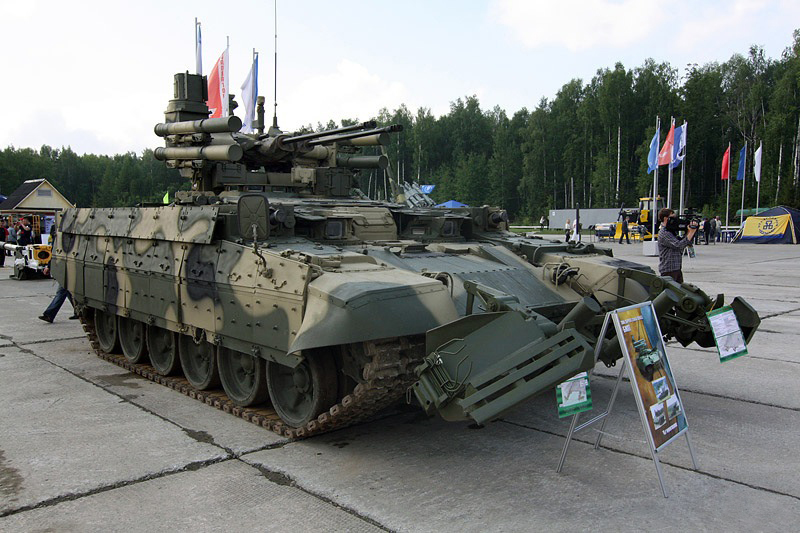
鋤型地雷処理装置を装着したBMPT
「Russian Expo Arms 2009」で展示された車両

車体前面には増加装甲が装着されているほか、車体側面にはT-90のようなゴム製ではなく装甲板のサイドスカートとなっており、側面中央部は砲塔基部を防護するために複合装甲となっている。
このほか、車体後面にはHEAT弾防御用のスリット状増加装甲を装着している。また、車体前面および側面/砲塔前面には爆発反応装甲を追加装着することが可能である。
照準用レーザー光線の検知装置を砲塔および車体の各所に備えるほか、砲塔中央部側面には煙幕弾の多連装発射機が装備されている。車体および砲塔は完全な与圧式CBRNE防護装置を備え、汚染環境下でも行動可能である。
車体は観測手席が設けられた他には基本的にT-90と同一であり、固有の乗員以外に兵員を搭載させる能力は持っていない。乗員と予備弾薬以外の積載スペースはなく、銃眼などの装備もないため、兵員輸送車両としての使用は設計段階から考慮されていない。

## バリエーション
BMPT
基本型。
BMPT「テルミナートル2」
改良型。無人砲塔の火器管制装置やセンサーを新型にしており、装甲パッケージも更新されている。
BMPT-72
ウラルヴァゴンザヴォド社が輸出用として開発した、T-72の改造プラン。車体側面にレリークト爆発反応装甲を装着している。また車体をそのまま流用する関係上、車体前面の擲弾発射機が廃止されており、乗員数もT-72と同じ3名に減少している。

## 採用国
- ロシア
- カザフスタン - 2023年時点で、カザフスタン陸軍が3両のBMPTを保有している[4]。
- アルジェリア

### 注訳
1. ↑  テルミナートルの名称は輸出市場を意識して命名された非公式愛称であったが、現在ではロシア国内でもこの愛称が定着している[1]。
2. ↑  ソ連・ロシア系の歩兵戦闘車を表す「BMP」は「Boyevaya Mashina Pekhoty）：バエヴァヤ・マシーナ・ピェホートゥィ」の略記。キリル文字では「（ロシア語: БМП（Боевая Машина Пехоты）」、「歩兵用戦闘車両」の意味で、BMPTとは別物である。